# Psilopa flavescens
Psilopa flavescens är en tvåvingeart som beskrevs av Frey 1958. Psilopa flavescens ingår i släktet Psilopa och familjen vattenflugor. Inga underarter finns listade i Catalogue of Life.